# Maremma
Maremma je pobřežní oblast ve středo-západní Itálii, v jihozápadním Toskánsku a v severozápadním Laziu. Nachází se v provinciích Pisa, Livorno, Grosseto, Viterbo a zasahuje až k Římu.

## Název, historie a současnost
Slovo Maremma je odvozeno od latinského maritima regio, země u moře. Původně byla Maremma močálovitou nížinou s naplaveninami. Od prvotního osídlení Etrusky probíhaly snahy o vysušení oblasti. Ty byly úspěšné až v polovině 20. století. Dnes se v úrodných nížinách pěstuje obilí, zelenina, ovoce, slunečnice a vinná réva. Chová se zde dobytek. Pobřeží tvořené písečnými plážemi se stalo centrem místního turistického ruchu.

## Geografie
Maremma se rozkládá na ploše přibližně 5 000 km2. Leží mezi městy Cecina a Civitavecchia, největším městem v oblasti je Grosseto. Nachází se zde hranice mezi severně ležícím Ligurským mořem a jižním Tyrhénským mořem. Na západě leží Toskánské ostrovy (Elba), na severovýchodě pohoří Colline Metallifere.